# Hakone
Hakone (箱根町 Hakone-machi?) este un oraș în Japonia, în prefectura Kanagawa.
Are o suprafață de 92,86 km². Populația este de 11.169 locuitori, determinată în 1 octombrie 2019.